# Estação Ferroviária do Porrinho
A Estação Ferroviária do Porrinho é uma interface da Linha Monforte de Lemos-Redondela, que serve a cidade do Porrinho, pertencente à província de Pontevedra, na Galiza.
A 9 de Setembro de 2016 foi palco de um acidente envolvendo o comboio Celta, que fazia a ligação entre Vigo-Guixar e Porto-Campanhã, tendo este descarrilado e embatido contra um poste eléctrico, causando 4 mortos e cerca de 50 feridos.